# 韦斯利·考克斯
韦斯利·考克斯（英語：Wesley Cox，1955年1月27日—2024年11月17日），美国NBA联盟前职业篮球运动员。他在1977年的NBA选秀中第1轮第18顺位被金州勇士选中。